# Yucatánnachtzwaluw
De Yucatánnachtzwaluw (Antrostomus badius; synoniem: Caprimulgus badius) is een vogel uit de familie Caprimulgidae (nachtzwaluwen).

## Verspreiding en leefgebied
Deze soort is endemisch in de Mexicaanse staat Yucatán.